# Mari Piuva
Mari Piuva, (Kemi, 21 de octubre de 1980) es una deportista finlandesa que compite en la disciplina de tiro con arco.
Piuva ha estado presente en numerosos certámenes a nivel internacional. En 2004 participó en los campeonatos europeos de tiro con arco finalizando en el 8.° puesto. Ese mismo año, representó a Finlandia en los Juegos Olímpicos de Atenas 2004, consiguiendo el 25.° puesto en la clasificación.